# Trauttmansdorff

Wapen van het geslacht Trauttmansdorff

Trauttmansdorff is een hoogadellijk geslacht in Oostenrijk en Duitsland.
Het geslacht is afkomstig van Trauttmansdorff bij Gleichenburg in Stiermarken.
Sinds 12 maart 1598 zijn de leden van de familie Oostenrijks vrijheer. Op 13 oktober 1620 werd de titel heer en vrijheer van Trauttmansdorff verleend, waarna op 15 maart 1623 de verheffing tot graaf van het Heilige Roomse Rijk volgde. In 1631 werden de graven toegelaten tot de bank van Zwabische rijksgraven in de Rijksdag. Omdat de familie niet in het bezit was van een rijksonmiddellijk graafschap hadden ze de status van personalist. In 1635 werden de heerlijkheden Weinsberg en Neustadt in Württemberg gekocht, maar deze werden omstreeks 1648 alweer verkocht aan het hertogdom Württemberg. Sinds 31 juli 1639 werd de naam van Weinsberg gevoerd. De zetel in de Rijksdag was niet van lange duur, maar in 1778 werden de graven opnieuw toegelaten.
Op 6 januari 1805 werd de heerlijkheid Umpfenbach verworven van de vrijheren van Gudenus, die al op 12 januari werd verheven tot vorstelijk graafschap. Tevens werd op de laatste datum de graaf verheven tot rijksvorst. Op 10 april volgde nog de verheffing tot Boheems vorst.
De Rijnbondakte maakte in 1806 alweer een eind aan de nieuwe ministaat, die uit één dorp bestond. Het gebied kwam onder de soevereiniteit van het groothertogdom Baden, maar wordt geen eens genoemd in de Rijnbondacte. Kennelijk werd het tot de Rijksridderschap gerekend, waarvan de bezittingen anoniem werden ingelijfd.
In 1810 stond het groothertogdom Baden het gebiedje af aan het groothertogdom Hessen. In 1816 stond Hessen het bij een grenscorrectie af aan het koninkrijk Beieren.